# Satterleigh
Satterleigh – wieś w Anglii, w Devon, w dystrykcie North Devon, w civil parish Satterleigh and Warkleigh. W 1891 roku civil parish liczyła 45 mieszkańców. Satterleigh jest wspomniana w Domesday Book (1086) jako Saterlei/Saterleia.